# Список кардиналов, возведённых папой римским Урбаном IV

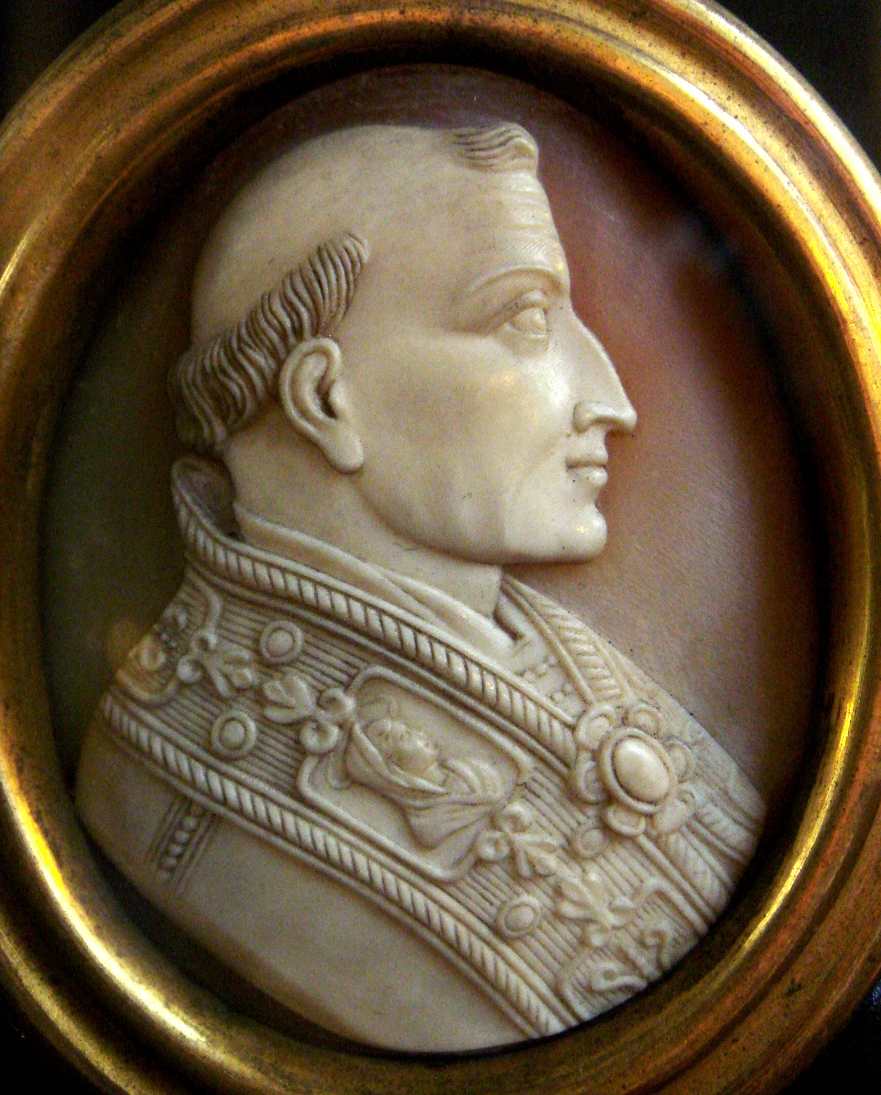
Папа Урбан IV

Кардиналы, возведённые Папой римским Урбаном IV — 14 прелатов, клириков и мирян были возведены в сан кардинала на двух Консисториях за трёхлетний понтификат Урбана IV.
На обеих консисториях было назначено по семь кардиналов.

## Консистория от 17 декабря 1261 года
- Ги Фулькуа Ле Гро, архиепископ Нарбонна (кардинал-епископ Сабины) (Франция);
- Рауль де Гроспарми, епископ Эврё (кардинал-епископ Альбано) (Франция);
- Симоне Пальтинери, каноник соборного капитула Падуи (кардинал-священник церкви Санти-Сильвестро-э-Мартино-ай-Монти) (Коммуна Падуя);
- Симон Монпитье де Брион, канцлер Франции (кардинал-священник церкви Санта-Чечилия) (Франция);
- Уберто ди Кокконато (кардинал-дьякон с титулярной диаконией Сант-Эустакьо) (Папская область);
- Джакомо Савелли (кардинал-дьякон с титулярной диаконией Санта-Мария-ин-Козмедин) (Папская область);
- Гоффредо да Алатри (кардинал-дьякон с титулярной диаконией Сан-Джорджо-ин-Велабро) (Папская область).

## Консистория от 22 мая 1262 года
- Энрико Бартоломеи ди Суза, архиепископ Амбрёна (кардинал-епископ Остии и Веллетри) (Франция);
- Анкеро Панталеон (кардинал-священник церкви Санта-Прасседе) (Франция);
- Гийом де Бре, архидиакон соборного капитула Реймса (кардинал-священник церкви Сан-Марко) (Франция);
- Гай Бургундский, O.Cist., аббат Сито (кардинал-священник церкви Сан-Лоренцо-ин-Лучина) (Франция);
- Аннибале д’Аннибальди, O.P. (кардинал-священник церкви Санти-XII-Апостоли) (Папская область);
- Джордано Пиронти, вице-канцлер Святой Римской Церкви (кардинал-дьякон с титулярной диаконией Санти-Козма-э-Дамиано) (Папская область);
- Маттео Орсини (кардинал-дьякон с титулярной диаконией Санта-Мария-ин-Портико-Октавиа) (Папская область).